# Moderne Bund
Le Moderne Bund ou L'Alliance Moderne, (en allemand : Der moderne Bund), est un groupe d'artistes modernes et avant-gardistes devenu mouvement artistique, fondé en 1911 par Jean Arp, Walter Helbig et Oscar Lüthy dans la petite ville de Weggis en Suisse alémanique. Peu après, Paul Klee, Wilhelm Gimmi et Hermann Huber rejoignent le noyau dur . Seront également invités Ferdinand Hodler et Cuno Amiet.
Le mouvement a marqué l'aube du modernisme en Suisse , en y faisant connaître le cubisme de Picasso et la modernité de Henri Matisse ou de Robert Delaunay.
Considéré comme le premier mouvement artistique à vouloir sensibiliser et à encourager l'art moderne en Suisse, le Moderne Bund marque la percée de l'art moderne dans le pays. Comme «Blaue Reiter» à Munich, fondé au même moment, « Moderne Bund » a pour objectif de rendre l'art d'avant-garde familier et accessible à un public plus large.
La première exposition collective a lieu au Grand Hôtel du Lac à Lucerne. Après une seconde exposition à Zurich, la troisième se déroule en 1913 à la galerie Hans Goltz de Munich, puis à la galerie Sturm de Berlin. L’œuvre peinte de Gimmi, Musikanten, a même été exposée au légendaire Armory Show de New York.
Le groupe se dissout en 1913 lors d'un voyage à Paris.
Jean Arp poursuivra ses expérimentations avec le mouvement Dada, fondé en 1915 à Zurich.
En 2011, une exposition au Kunstmuseum de Lucerne a fait état du dialogue artistique du mouvement et de son travail de pionnier pour la Suisse. 